# Dom Jedwabny
Dom Jedwabny (ang. The House of Silk) – powieść autorstwa Anthony’ego Horowitza opublikowana w listopadzie 2011 w Stanach Zjednoczonych i Europie. Opowiada nową historię związaną z postacią detektywa Sherlocka Holmesa, stworzonego i opisanego w utworach Arthura Conana Doyle’a.

## Wydanie
Autor po raz pierwszy poinformował o swojej pracy nad nowym utworem o Sherlocku Holmesie w styczniu 2011 roku, zamieszczając tekst na swojej stronie internetowej. Podał, iż książka powstaje z pełnym poparciem spadkobierców spuścizny Conana Doyle’a. Stwierdził: „Zakochałem się w opowieściach o Holmesie kiedy miałem szesnaście lat i od tamtego czasu wielokrotnie do nich powracałem. Nie mogłem się oprzeć okazji stworzenia zupełnie nowej przygody tej ikonicznej postaci”. Horowitz zamierzał stworzyć dzieło tajemnicze, dostosowane dla współczesnych odbiorców, ale także wierne duchowi oryginału.

## Fabuła
Narratorem utworu jest, podobnie jak w dziełach stworzonych przez Arthura Conana Doyle’a, doktor Watson, najwierniejszy przyjaciel i kronikarz Sherlocka Holmesa. We wstępie informuje, że detektywa znaleziono martwego w jego mieszkaniu rok temu, a także opisuje pokrótce swoją sytuację życiową. Jest sędziwym, schorowanym mężczyzną, przebywającym w ośrodku spokojnej starości. Wyjaśnia swoją motywację do napisania kroniki, a także okoliczności, które zmusiły go do nakazania wydania drukiem ostatniej karty historii Holmesa dopiero teraz, wiele lat po swojej śmierci. Watson uważa, iż sprawa, którą opisuje w Domu Jedwabnym, jest potworna, szokująca, ale nie można jej było opublikować przede wszystkim ze względu na opisane w niej haniebne postępki ówczesnej elity londyńskiego społeczeństwa.

## Odbiór
Powieść Horowitza zbierała za granicą głównie pozytywne recenzje. Ian Sansom w swoim tekście dla The Guardian napisał: „Książka zawiera wszystkie konieczne elementy: są dane, dane i dane. Żadnej niekonsekwencji. Czy jednak Horowitz, niczym Holmes, rozwija te krople wody do wielkości Atlantyku albo Niagary? Czy potrafi nas zadziwiać? Czy potrafi wywołać u nas ekscytację? Czy są w tej powieści błyskawiczne dedukcje, nagłe i intuicyjne, ale jednak zawsze znajdujące logiczne wytłumaczenie, którego pragniemy? Zdecydowanie tak”.
W Polsce Dom Jedwabny spotkał się również z dość przychylnym przyjęciem. Zwracano uwagę m.in. na dynamizm akcji i dobrze odwzorowany styl prozatorski autora pierwowzoru. Piotr Burak w recenzji dla portalu ksiazka.net.pl ogólnie pozytywnie ocenił książkę, jednak jego zdaniem największym, i jedynym poważnym mankamentem w powieści jest postać głównego bohatera, który „przedstawiony został zbyt posągowo i patetycznie, brak mu wyrazistości, tego błysku w oku, który powoduje, że chce się za nim podążać”.